# Gabriel Castañeda

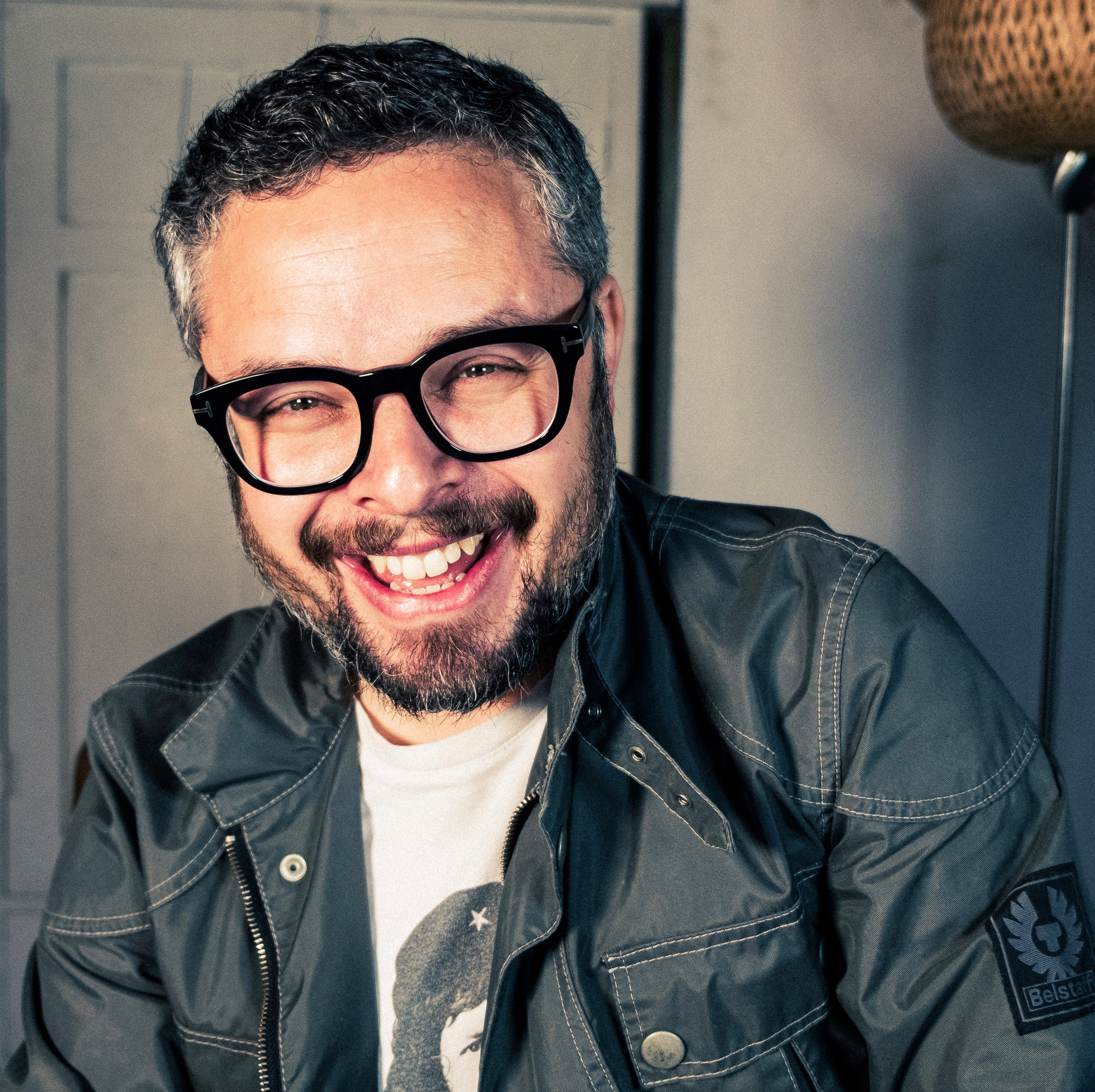
Gabriel Castañeda (2021)

Gabriel Castañeda (* 29. April 1979 in Grins) ist ein österreichischer Drehbuchautor und Kabarettist.

## Leben
Gabriel Castañeda wuchs als Sohn einer Tirolerin und eines Mexikaners in Grins im Tiroler Oberland auf. Er absolvierte die Handelsschule Landeck, später folgte noch eine Ausbildung zum EDV-Techniker, diesen Beruf übte er auch bis 2006 aus. Aufgrund seiner Wurzeln verbrachte er 1997 und 2005 zwei lange Auslandsaufenthalte in Mexiko. Er ist der ältere Bruder des österreichischen Musikers und Komponisten Thom Castañeda.
Bereits in Jugendjahren zog es ihn auf die Bühne und so schloss er sich mit 15 Jahren der Theatergruppe Landeck (später Ensemble Tirol) an, wo sich einige Jahre später die Wege von Gabriel Castañeda und Uli Brée erstmals kreuzten. Nach einigen Produktionen, in denen Castañeda als Darsteller und Brée als Autor und Regisseur gemeinsam tätig waren, begann Gabriel Castañeda eine Ausbildung bei Uli Brée, in der er das kreative Schreiben (insbesondere Theaterstücke sowie Drehbücher) erlernte. Aus dieser Zeit von 2006 bis 2013 entstanden  Fernsehfilme, Events, Theaterstücke und Kabaretts. Als erwähnenswert gilt das Drehbuch für den Film „Live is Life“. Der Film gewann mehrere Preise, darunter auch eine Romy für das Beste Drehbuch.
Im Jahr 2010 gründete er mit drei Freunden die Musikkabarettformation „Tyrol Inn Stones“ und ist dort fortan federführend für die Stücke und die Regie verantwortlich. Zwischen 2009 und 2020 schrieb er im Auftrag von ORF, ARD, BR, hr und MDR insgesamt 11 Drehbücher für Sendungen mit Hansi Hinterseer. 2016 folgten das erste Drehbuch für die Dokumentationsreihe "Bergwelten" für Servus TV sowie 2017 das erste Drehbuch für die Sendereihe "Universum" des ORF mit Hermann Maier, 2019 ein weiteres.
Im Dezember 2014 feierte er Premiere mit seinem ersten Soloprogramm „Bös & Artig“. 2018 präsentierte er sein zweites Soloprogramm „Der Prinz der Provinz“,  2019 präsentierte er Lesungen über seine Erlebnisse in Mexiko. Für 2020 war die Premiere seines dritten Kabarettprogrammes „Revolutscher“ geplant, aufgrund der SARS COVID-Pandemie, musste die Premiere allerdings auf 2021 verschoben werden.
Immer wieder tritt Gabriel Castañeda auch in Form von ihm erschaffener Kunstfiguren (vor allem auf Social-Mediakanälen) in Erscheinung. Volksschullehrerin und Engel-Matrix Heilerin „Veronika-Schmiederer-Pechtl“ aber auch Dorfpfarrer „Gottlieb Drescher“ sowie Schlagersänger „Roy“ und seine Goldfingers sind wiederkehrende Figuren.

## Drehbuchautor
- 2008: Liebe und andere Delikatessen, Fernsehfilm
- 2008: Live is Life - Die Spätzünder, Fernsehfilm
- 2009: Die schatten die dich holen, Fernsehfilm
- 2008–2020: Hansi Hinterseer, Fernsehsendungen
- 2011: Die Abstauber, Fernsehfilm
- 2012: Meine Tochter ihr Freund und Ich, Fernsehfilm
- 2013: Alles Schwindel, Fernsehfilm
- 2016: Bergwelten - Salzburgs ewige Berge, Doku
- 2017: Heimatleuchten: Zwoa Brettln, a Leiwander Schnee - Connys Wintertour, Doku
- 2017: Universum Hermann Maier - Meine Heimat - das Montafon, Doku
- 2020: Universum Hermann Maier - Meine Heimat - Bregenzerwald, Doku

## Bühne
- 2005: Hossa, Kabarett/Show
- 2006–2007: Zimt-Stern-Hagel-Voll, Kabarett
- seit 2008: Der Tag der Nächte, Konzertabend
- 2008: Bussi, Kabarett
- 2008–2009: Der Fluch der Piraten I + II, Freilufttheater
- 2010: Für immer stumm oder Bye, bye Bambi, Theaterstück
- 2010: Gesang auf höchster Braukunst, Musikkabarett (mit Tyrol Inn Stones)
- 2012: Elke Winkens - Alles gelogen, Kabarett
- 2013: Eier & Nudln, Musikkabarett (mit Tyrol Inn Stones)
- 2014: Bös & Artig, Solo-Kabarett
- 2016: EverGrins, Musikkabarett (mit Tyrol Inn Stones)
- 2017: Elke Winkens / Thomas Weissengruber - Wie jetzt?, Kabarett
- 2018: Der Prinz der Provinz, Kabarett
- 2019: La Noche Mexicana, Lesung
- 2019: Gröstl, Schmankerln und Schmarren, Kabarett
- 2019: Gabriel Castañeda`s BEST OF - Chili, Chili!, Kabarett
- 2020–2021: Revolutscher, Kabarett
- 2021: Meilensteine der Menschheitsgeschichte Teil 1, Sketchshow
- 2022: Meilensteine der Menschheitsgeschichte Teil 2, Sktechchow
- 2023: Der wundersame Massenbankraub, Theaterstück
- 2023: Hardi Gatti, Kabarett
- 2023: Verflixt Navidad, Kabarett